# Біляшевич Олександр Степанович
Олекса́ндр Степа́нович Біляше́вич (1 квітня 2000, с. Колодне, Тернопільська область — 2 грудня 2022, Донецька область) — український військовослужбовець, солдат Збройних сил України, учасник російсько-української війни. Почесний громадянин міста Тернополя (2022, посмертно).

## Життєпис
Олександр Біляшевич народився 1 квітня 2000 року в селі Колодне, нині Збаразької громади Тернопільського району Тернопільської области України.
Закінчив Тернопільське вище професійне училище технологій та дизайну.
Загинув 2 грудня 2022 року в боях за с. Кліщіївку на Донеччині.
Похований 10 грудня того самого року в родинному селі.

## Нагороди
- Почесний громадянин міста Тернополя (19 грудня 2022, посмертно) — за вагомий особистий внесок у становленні української державності та особисту мужність і героїзм у виявленні у захисті державного суверенітету та територіальної цілісності України[2].